# Live 8

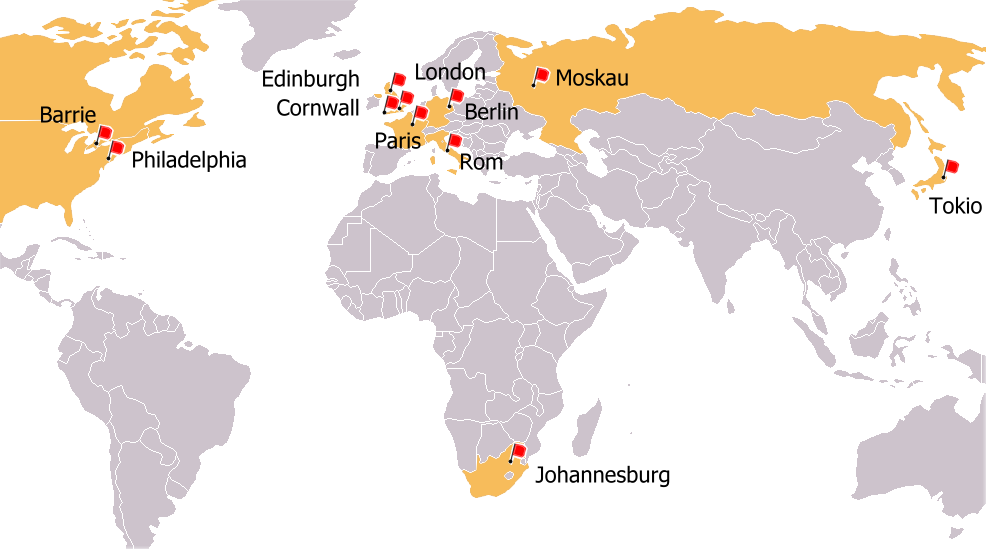
Städte der Live-8-Konzerte

Live 8 war ein weltumspannendes Rockkonzert unter dem Motto „Make Poverty History“ („Macht Armut zur Vergangenheit“ oder „Lasst Armut Geschichte werden“), das am 2. Juli 2005 gleichzeitig an zehn Orten der G8-Mitgliedstaaten sowie in Südafrika stattfand. Am 6. Juli 2005 fand zudem ein elftes Live-8-Konzert in Edinburgh statt. Die Konzerte wurden von Bob Geldof und Bono, dem Sänger der Band U2, initiiert und organisiert.

## Überblick
Der Name Live 8 lehnt sich an die Live-Aid-Konzerte von 1985 sowie den G8-Gipfel an, der vom 6. bis 8. Juli 2005 in Gleneagles (Schottland) tagte. Dort wurde über einen Schuldenerlass und die Entwicklungshilfe für einige der ärmsten Länder Afrikas verhandelt. Die Konzerttermine wurden bewusst direkt vor diese Zusammenkunft und der letzte Konzertort in seine unmittelbare Nachbarschaft gelegt. Damit wollten die Veranstalter die Probleme der afrikanischen Entwicklungsländer wieder in den Fokus der internationalen Politik rücken und auf wirksame Maßnahmen gegen die Armut drängen.
Im Gegensatz zu dem Live Aid-Konzert von 1985 sollte Live 8 nicht vornehmlich zum Sammeln von Spenden dienen, sondern eine politische Demonstration an die Adresse der G8 darstellen. Bob Geldof drückte diese Absicht mit dem Motto „Wir wollen nicht euer Geld, wir wollen eure Stimme!“ aus. Demgemäß übergaben die Live-8-Veranstalter den Regierungschefs der G8-Staaten eine Petition mit mehr als 24 Millionen Unterschriften bzw. Namen, die insbesondere per SMS und E-Mail gesammelt wurden.
Die Konzerte waren 20 Jahre nach Live Aid das bisher größte Musikereignis weltweit. Etwa 170 Rock- und Popstars in zehn Städten auf vier Kontinenten boten insgesamt 50 Stunden lang Musik. 140 Fernseh- und 400 Rundfunkanstalten waren dabei. Geschätzte 1,7 Millionen Menschen waren bei den Einzelkonzerten vor Ort, 2 bis 3 Milliarden Menschen hatten Zugang zur weltweiten Fernsehübertragung. UNO-Generalsekretär Kofi Annan sagte dazu am 2. Juli 2005 in London: „Here are really united nations.“ („Hier sind wirklich vereinte Nationen.“)

## Die Einzelkonzerte
Für die Programme und Abläufe der Live-8-Konzerte siehe den Unterartikel
Live 8/Konzertprogramme.

### London
Das Hauptkonzert von Live 8 mit 200.000 Besuchern fand im Hyde Park in London (England) statt. Es begann um 14:00 Uhr (Ortszeit) und dauerte mit Umbaupausen und Zugaben bis kurz nach Mitternacht, zweieinhalb Stunden länger als geplant. Die Eintrittskarten wurden für 2,50 Pfund als „Lospreis“ paarweise in einer SMS-Lotterie vergeben.
Das Konzert wurde von Paul McCartney und U2 eröffnet, die den Beatles-Klassiker Sgt. Pepper’s Lonely Hearts Club Band spielten. Begleitet wurden sie von einer Bläsergruppe, den „Bootleg-Beatles“, die die bekannten Sergeant-Pepper-Kostüme trug.
Angesichts der begeisterten Publikumsstimmung trat Bob Geldof im Konzertverlauf spontan mit seiner Band auf und sie nutzten dafür teilweise die Instrumente von Travis, die vor Geldof aufgetreten waren. George Michael sang anstelle seines angekündigten Solosongs Praying for Time mit Paul McCartney den Beatles-Titel Drive My Car.
Youssou N’Dour und Dido flogen nach ihrem Duett nach Paris, um abends auch beim dortigen Live-8-Konzert aufzutreten. Auch Elton John, Coldplay, R.E.M. und U2 gaben zusätzlich eigene Konzerte am selben Tag, sodass sie beim gemeinsamen Abschluss-Lied Hey Jude fehlten.
Die Band Pink Floyd stand zum ersten Mal seit 24 Jahren wieder gemeinsam mit Roger Waters auf der Bühne. Pink Floyd spielten die Titel Speak to Me/Breathe/Breathe Reprise, Money, Wish You Were Here und Comfortably Numb.
Moderiert wurde das Konzert von Fearne Cotton.
Zahlreiche lokale und nationale Radiosender übertrugen das Konzert. Die BBC übertrug es zusammen mit AOL im Internet in einem Livestream sowie auf beiden Haupt-Fernsehprogrammen für Großbritannien in voller Länge. Hinzu kamen Großbildleinwände in 14 britischen Großstädten sowie auf Guernsey.
Bis zu 400 Zuschauer beschwerten sich während der Sendung über Flüche und obszöne oder vulgäre Ausdrücke von Künstlern wie Madonna oder Snoop Dogg auf der Bühne. „Falls sich jemand verletzt fühlen würde“, entschuldigte sich die BBC bereits im Vorfeld dafür, da sie bei einer kompletten Live-Übertragung keinen Einfluss auf die Darbietung hatte.

### Paris
Knapp 100.000 Zuhörer erlebten das Konzert vor dem Palais de Versailles nahe Paris (Frankreich), das von 15:00 bis 23:15 Uhr (MEZ) dauerte. Die Behörden hatten Geldofs Wunsch, es unterhalb des Eiffelturms stattfinden zu lassen, abgelehnt.

### Rom

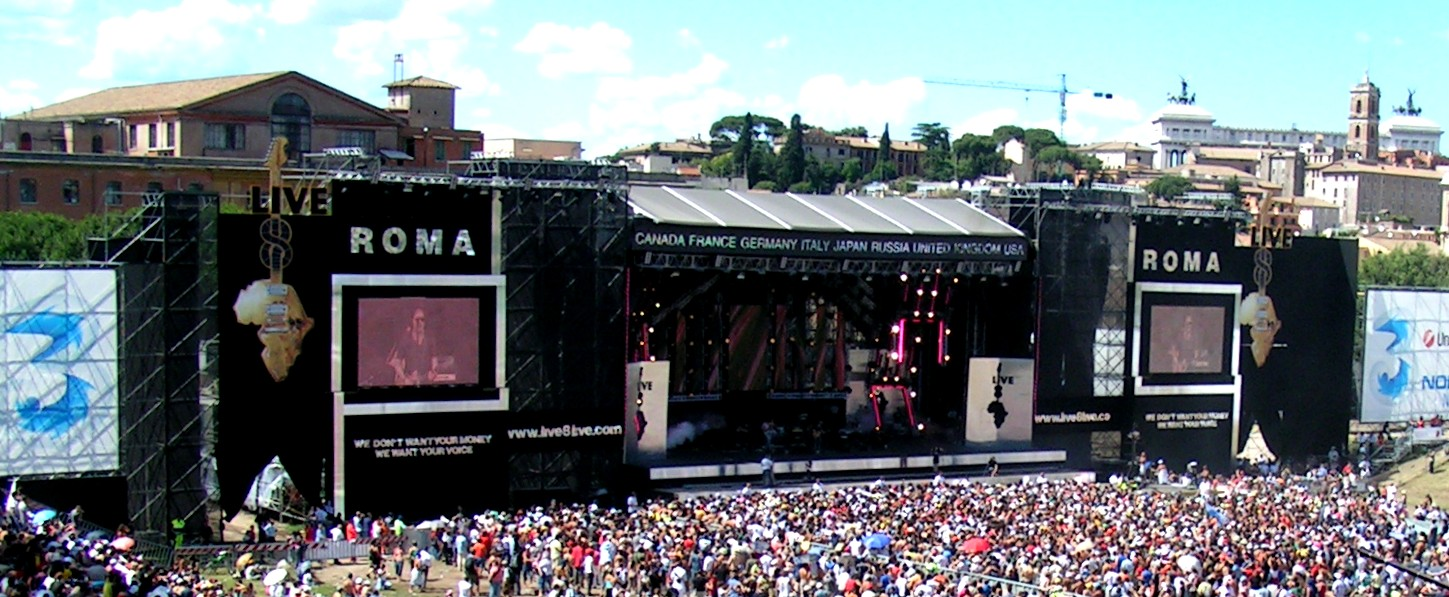
Live 8 in Rom

Das Konzert fand laut Veranstaltern vor rund 200.000 Besuchern im Circus Maximus in Rom (Italien) statt. Anders als in Berlin hatten die Behörden dem Wunsch der Live-8-Organisatoren entsprochen und einen historischen Platz im Zentrum Roms als Konzertrahmen zur Verfügung gestellt. Im Programm waren viele einheimische Künstler und Bands vertreten.

### Berlin

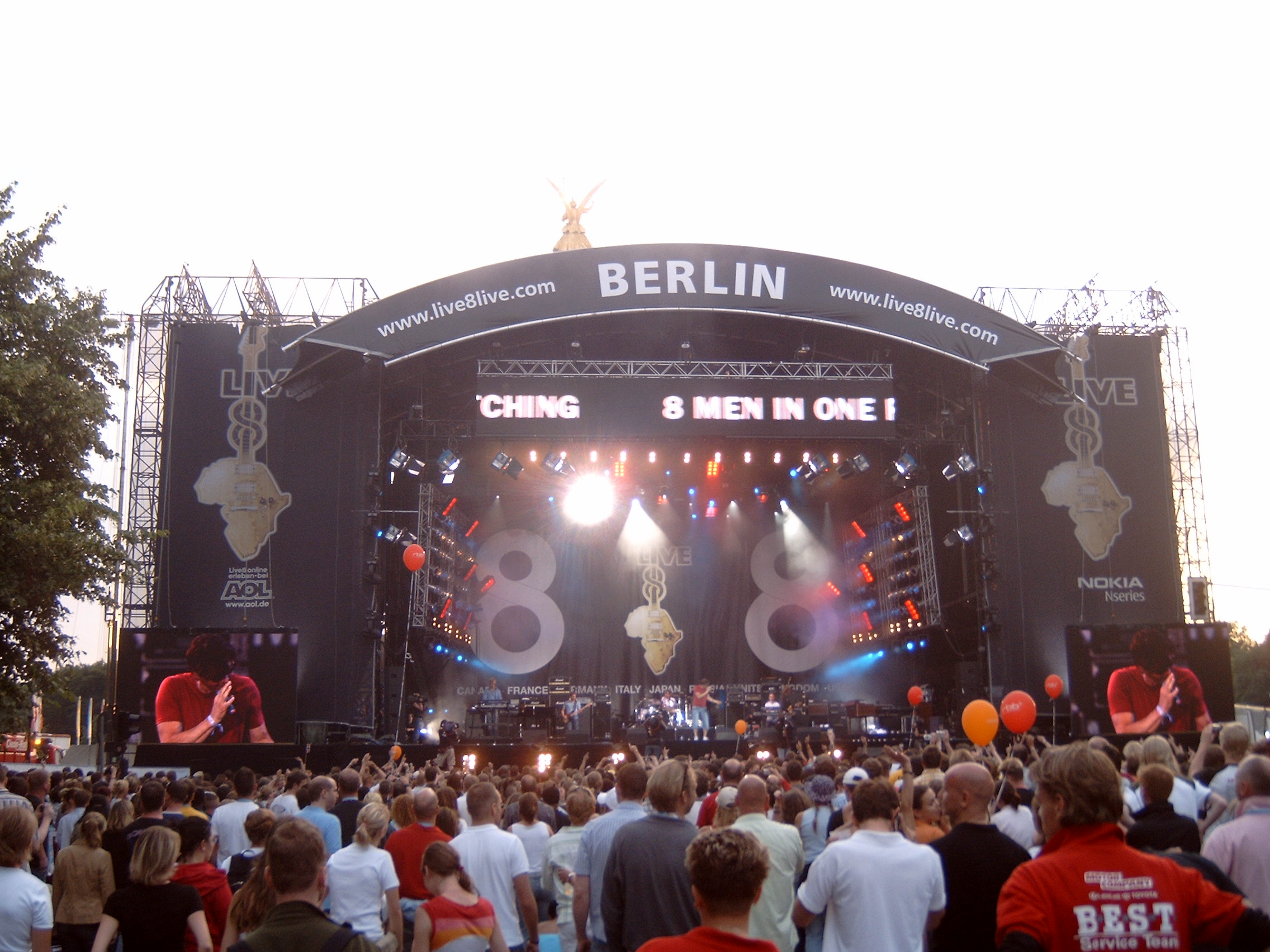
Live-8-Konzert in Berlin. Es spielen a-ha.

Das Konzert an der Berliner Siegessäule begann um 14:00 Uhr und sollte um 20:00 Uhr enden, dauerte dann aber bis 00:30 Uhr (Ortszeit). Wie in London kam es zu mehrstündigen Verspätungen einiger Auftritte. Laut Veranstalterangaben kamen rund 200.000 Besucher, die sich auf der Straße des 17. Juni zusammendrängten. Viele konnten das Geschehen auf der Bühne nur über eine der acht zusätzlich aufgestellten Großbild-Leinwände verfolgen. Dies kritisierten Veranstalter und Musiker zum Teil (siehe unten).

### Philadelphia
Das Konzert am Museum of Art in Philadelphia (USA) dauerte von 12:00 bis 19:00 Uhr (Ortszeit) bzw. von 16:00 bis 22:00 Uhr (koordinierte Weltzeit). Die Besucherzahl ist unbekannt, da keine Karten verkauft wurden und die Polizei von Philadelphia keine Schätzungen vornahm. Moderatoren, die von der Bühne auf die Menge herabsahen, sprachen von einer Million Zuhörern; die meisten Organisationen gehen dagegen von circa 700.000 aus.
Einige Künstler widmeten ihren Auftritt Luther Vandross, der am Vortag verstorben war. Der Produzent und Organisator, Russell Simmons, hatte sich dafür eingesetzt, dass mehr afroamerikanische Künstler bei diesem Konzert auftreten sollten, darunter einige Def-Poetry-Jam-Dichter.
Übertragen wurde das Konzert in den USA von MTV und VH1, allerdings nicht komplett und auch nicht vollständig live. Einige Male wurden Lieder durch Werbung unterbrochen.
Als ein weiterer Austragungsort des Konzertes wurde ursprünglich auch die US-Hauptstadt Washington, D.C. genannt, das US-Konzert fand dann jedoch wie bereits 1985 in Philadelphia statt.

### Barrie/Toronto
35.000 Besucher sahen und hörten das Konzert im Park Place von Barrie (Ontario) nahe Toronto (Kanada). Es dauerte von 11:00 bis 20:00 Uhr (Ortszeit). Bob Geldof hatte im Vorfeld den Wunsch geäußert, das Konzert in Toronto stattfinden zu lassen. Doch nach einer langen Diskussion um einen geeigneten Standort, bei dem auch eine schwimmende Bühne auf dem Ontariosee im Gespräch war, kam man zu dem Entschluss, das Konzert in das 100 Kilometer entfernte Barrie zu verlegen.
Einige Künstler wie das Duo Tegan and Sara und Burton Cummings sagten ab, meist wegen Erkrankungen. Great Big Sea verpassten fast ihren Auftritt, da der Flug von ihrem Konzertort am Vorabend in letzter Minute ausfiel. Darum konnten sie auch nicht alle ihre Instrumente einsetzen. Eröffnet wurde Live 8 Barrie von Tom Cochrane, am Ende spielte Steven Page O Canada von den Barenaked Ladies, das viele der anwesenden Künstler mitsangen.
Für Neil Young, der als letzter Künstler des kanadischen Live 8 auftrat, war es der erste Auftritt, seitdem er an einem Hirn-Aneurysma erkrankt gewesen war.

### Chiba
Bereits um 5:00 Uhr (koordinierte Weltzeit) begann im Makuhari Messe Convention Center von Chiba (Japan) das Erste der Live-8-Konzerte, da Japan in der frühesten Zeitzone der teilnehmenden Länder liegt. Mit 10.000 Konzertbesuchern war die Veranstaltungshalle allerdings nur halb gefüllt. Zwar konnten die Eintrittskarten in einer Verlosung gewonnen werden, die teilnehmenden Künstler waren aber nur eine Woche vor dem Konzert angekündigt worden und wurden daher weniger stark beachtet als die Auftritte in London oder Philadelphia. Das Konzert dauerte von 14:00 bis 22:00 Uhr (Ortszeit) und war damit bereits vorbei, als in den meisten anderen Städten die Konzerte erst begannen.
Außer ein paar einheimischen Bands traten die Sängerin Björk, die Band McFly sowie die in Japan bekannte US-Punkrockband Good Charlotte um die beiden Zwillinge Benji Madden und Joel Madden auf. Diese beiden waren sehr enttäuscht von der Presse, die über dieses Konzert berichtete, da sie die ganze Situation schlechter dargestellt hatten als es war, so die Maddens.

### Johannesburg
Das Konzert am Mary Fitzgerald Square, Newtown, einem Stadtteil von Johannesburg (Südafrika) dauerte von 10:45 bis 17:30 Uhr (koordinierte Weltzeit). Ein Höhepunkt war der Auftritt des früheren südafrikanischen Präsidenten Nelson Mandela, der für eine Ansprache eingeladen wurde. Das Publikum begrüßte ihn mit einer fünfminütigen stehenden Ovation.
Nach Angaben der Veranstalter nahmen 40.000 Besucher daran teil. Die vor allem von Johannesburgs schwarzer Bevölkerung gelesene Zeitung Sowetan hielt dies für übertrieben, titelte Die Mengen meiden Live 8 und kommentierte:

„Der afrikanische Ableger des Live-8-Konzerts in Johannesburg war nicht gerade gut besucht (…). Obwohl mehrere tausend Leute kamen, war der Platz bei weitem nicht ausgelastet.“

Eine weitere Lokalzeitung, der Citizen, stellte fest, dass Live 8 im übrigen Afrika kaum bemerkt worden sei, und zog das Fazit:

„Rockstars können Afrika nicht retten!“

### Moskau
An diesem Konzert auf dem Roten Platz in Moskau (Russland) nahmen den Veranstaltern zufolge 200.000 Besucher teil. Es dauerte von 19:00 bis 22:30 Uhr (Ortszeit) bzw. von 16:00 bis 19:30 Uhr (koordinierte Weltzeit). Bis auf die Pet Shop Boys traten hier fast nur russische Künstler auf. Die Teilnahme von Moskau wurde von Geldof erst wenige Tage vorher bekanntgegeben.
Nach ihrem letzten Lied (Go West) verließen die Pet Shop Boys in der Annahme, die Show sei zu Ende, die Bühne. Da die Zuschauer sich jedoch weigerten zu gehen, betraten die Pet Shop Boys erneut die Bühne und spielten das Lied It’s a Sin ein weiteres Mal als Zugabe.

### Cornwall (Eden Project)
Peter Gabriel initiierte dieses zusätzliche Konzert in Großbritannien im Eden Project, Cornwall (13:00 bis 23:00 Uhr Ortszeit) kurzfristig, nachdem öffentlich kritisiert worden war, dass am Live-8-Projekt kaum afrikanische Musiker beteiligt seien. Demgemäß traten außer ihm selbst und Dido hier ausschließlich afrikanische Künstler auf. Es kamen jedoch nur 5000 Zuhörer. Das Konzert hatte damit die geringste Besucherzahl aller Live-8-Konzerte.

### Edinburgh

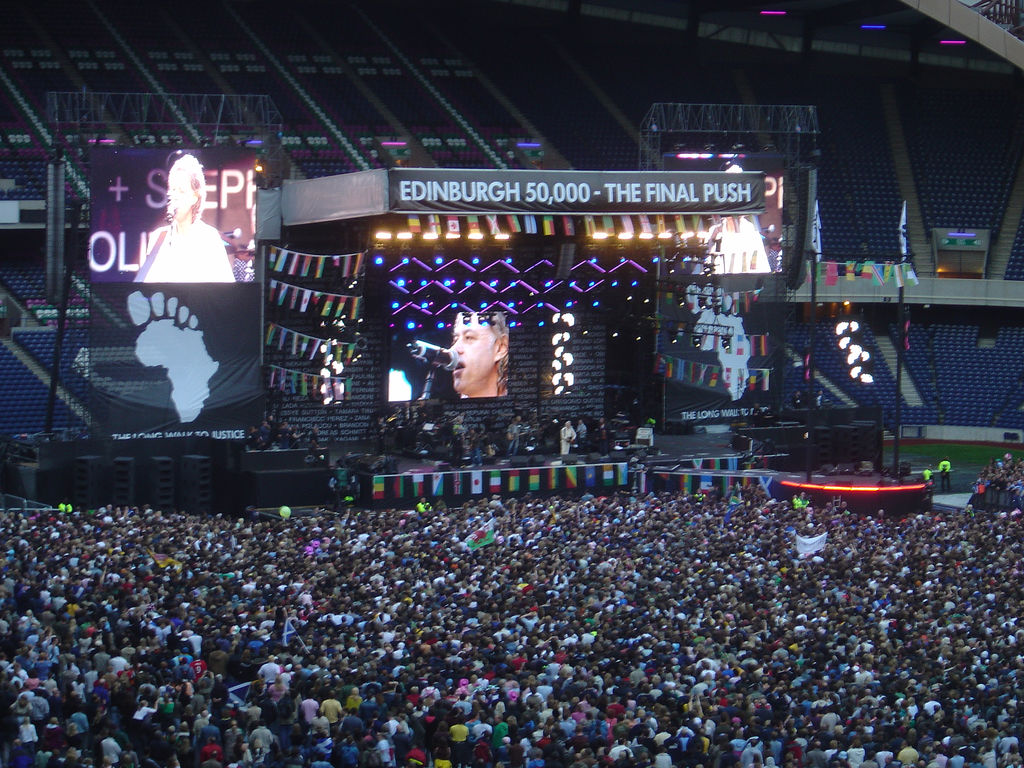
Live-8-Konzert in Edinburgh

Am 6. Juli 2005 fand im Murrayfield Stadion von Edinburgh (Schottland) vor rund 60.000 Zuschauern das elfte und letzte Live-8-Konzert unter dem Titel The Final Push statt. Neben zahlreichen Künstlern, die auf der Bühne musizierten, wurde eine Videobotschaft von Nelson Mandela aus Südafrika abgespielt.
Viele Prominente hatten im Vorfeld dazu aufgerufen, in Edinburgh für die Erhöhung der Entwicklungshilfen durch die Teilnehmerstaaten der G8 zu demonstrieren. Bereits vier Tage vor dem Beginn des G8-Gipfels am 6. Juli 2005 forderten dort laut Daily Mail rund 250.000 Demonstranten die Staats- und Regierungschefs unter dem Motto Make Poverty History zum Kampf gegen Hunger und Armut auf.
Auch zahlreiche Prominente folgten dem Aufruf The Long Walk to Justice. Am 3. Juli 2005 brachen in Berlin rund 100 Demonstranten mit Bussen nach Edinburgh auf, die von den Fantastischen Vier und Regisseur Ralf Schmerberg finanziert wurden. Campino von den Toten Hosen, der zusammen mit Bob Geldof in Edinburgh auftrat, zählte zu einer Gruppe deutscher Prominenter, die in einem von der Firma Red Bull gesponserten Flugzeug mit Vertretern von Nichtregierungsorganisationen nach Edinburgh reisten. Mit dabei waren die Schauspielerin Anna Thalbach, der Loveparade-Erfinder Dr. Motte, Reamonn-Sänger Rea Garvey, Barbara Becker, Komiker Elton, H-Blockx-Sänger Henning Wehland, Regisseur Ralf Schmerberg, Die Puhdys, Karat sowie DJ Tomekk. Die übrigen Mitglieder der Toten Hosen reisten auf eigene Kosten zum Konzert.
John Travolta flog mit seinem Privatjet nach Schottland.
Bob Geldof hatte sogar Papst Benedikt XVI. nach Edinburgh eingeladen, dieser nahm zwar nicht persönlich an der Demonstration teil, ließ allerdings vom schottischen Kardinal Keith O’Brian eine Botschaft verlesen, in der er Folgendes forderte: „Die Völker der reichen Länder müssen dazu bereit sein, die Bürde des Schuldenerlasses der armen Länder auf sich zu nehmen.“
Komponist Guy Chambers sollte Midge Ure bei dessen Darbietung des Ultravox-Liedes Vienna am Piano begleiten, stattdessen übernahm dies, überraschenderweise, dann der britische Komiker Eddie Izzard. Bei Beverley Knights Auftritt mit Robbie Williams’ Song Angels spielte Guy Chambers dann das Piano.

## Angekündigte, aber nicht erfolgte Auftritte

### London
Entgegen Gerüchten im Vorfeld gab es keinen gemeinsamen Auftritt der Spice Girls, allerdings kündigte Präsentator Peter Kay die Band The Who als die Spice Girls an. The Who wurden bei ihrem Auftritt von dem Schlagzeuger Steve White und dem Bassisten Damon Minchella (beide aus der Band von Paul Weller) begleitet, da sich deren Tourmusiker Zak Starkey und Pino Palladino jeweils mit Oasis und John Mayer auf Tournee befanden. Oasis waren ebenfalls für einen Auftritt in London angekündigt worden, traten dann allerdings nicht auf. Der Grund dafür war, dass sie am gleichen Tag, am 2. Juli, ein Konzert im Stadion von Manchester spielen mussten. Auch ein in Presseberichten angekündigtes Duett von Madonna und Sting über John Lennons Klassiker Imagine fand nicht statt. Sting sagte bezüglich seiner Teilnahme an Live 8: „Bob rief mich an und erklärte mir, dass ich teilnehmen würde. Er fragt nicht, sondern konfrontiert mich mit der Tatsache“. Die beiden Bands Muse und The Cure waren als Teil des Londoner Programms angekündigt worden, spielten dann letztendlich jedoch in Paris. Von den Live-8-Veranstaltern wurde auch versucht, die Sex Pistols zu einem gemeinsamen Auftritt zu bewegen. Für den verstorbenen Bassisten Sid Vicious sollte dessen Vorgänger Glen Matlock spielen; dieser Auftritt kam dann allerdings nicht zustande. Bob Geldof bat auch Bruce Springsteen um einen Auftritt bei Live 8, dieser lehnte allerdings ab, ohne seine Entscheidung genauer zu begründen. Radiohead lehnten einen Auftritt ab, da Gitarrist Jonny Greenwood gerade Vater geworden war und Zeit mit seiner Familie verbringen wollte.
Die schottische Rock-Band Franz Ferdinand musste ihre Teilnahme bei Live 8 absagen, weil genau für diesen Tag die Hochzeit ihres Gitarristen Nick McCarthy angesetzt worden war. Sänger Alex Kapranos sagte dazu in einem Interview: „Natürlich war das schade. Ich hätte auch lieber die Hochzeit von Nick abgesagt, aber er wollte unbedingt heiraten. Das ist ja auch schön, er hatte sicherlich viel Spaß. Es wäre aber auch klasse gewesen, wenn wir bei Live 8 dabei gewesen wären. Denn das ganze Projekt ist unterstützungswürdig.“ Allerdings hielt dies Franz Ferdinand nicht davon ab, einen Beitrag zu Live 8 zu leisten, und so stellten sie ihren Song Come on Home als Hintergrundmelodie des Videoeinspielers, der zwischen den einzelnen Auftritten immer wieder die Absichten der Konzertveranstalter erklärte, zur Verfügung. Dieser Einspieler ist auch auf allen offiziellen Live-8-DVDs zu finden.
Queen, die bereits 1985 bei Live Aid dabei gewesen waren, wollten an Live 8 teilnehmen, obwohl sie am selben Tag ein Konzert in Lissabon gaben. Mittels Satelliteneinspielung wollten sie ihren Beitrag zu Live 8 leisten. In diesem Zusammenhang wurden dann auch Robbie Williams und die Band The Darkness (oder zumindest deren Sänger Justin Hawkins) als potentielle Duettpartner genannt, doch diese Auftritte kamen nicht zustande.
Es gab auch Spekulationen darüber, dass Band Aid 20 mit dem Lied Do They Know It’s Christmas? das Konzert beenden würden, genau wie schon bei Live Aid 20 Jahre zuvor. Obwohl zahlreiche Mitglieder von Band Aid 20 (u. a. Keane, Coldplay, Joss Stone und Robbie Williams) in London anwesend waren, bewahrheitete sich dies nicht.
Auftritte von u. a. Ozzy Osbourne, der bereits 1985 mit seiner Band Black Sabbath Teilnehmer bei Live Aid war, Meat Loaf und Status Quo wurden mit der Begründung, es wären sonst zu viele Bands, abgelehnt.

### Paris
Im Vorfeld des Pariser Konzertes war über Auftritte der britischen Band Jamiroquai, sowie der beiden französischen Sänger Manu Chao und Johnny Hallyday, Vater des aufgetretenen Sängers David Hallyday, spekuliert worden. Diese Auftritte fanden allerdings nicht statt. Angekündigte Auftritte von Sheryl Crow, Indochine, Alain Souchon, Pascal Obispo, Renaud und Julien Clerc entfielen ebenfalls. Muse und The Cure waren als Teil des Londoner Programms angekündigt worden, spielten jedoch in Paris.

### Rom
Für die italienische Variante von Live 8 in Rom war ein Auftritt des Liedermachers Vasco Rossi angekündigt worden, dieser fand jedoch nicht statt. Des Weiteren waren auch Auftritte des Filmmusikkomponisten Ennio Morricone, sowie der beiden Sänger Eros Ramazzotti und Adriano Celentano vorgesehen, auch diese Künstler traten nicht auf. Ebenfalls angekündigt waren Auftritte von Chalid, Ali Farka Touré, Carmen Consoli, Gianluca Grignani, Giorgia, Sugarfree, Gianni Morandi und Subsonica, auch zu den Auftritten dieser Musiker kam es dann letztendlich nicht.

### Berlin

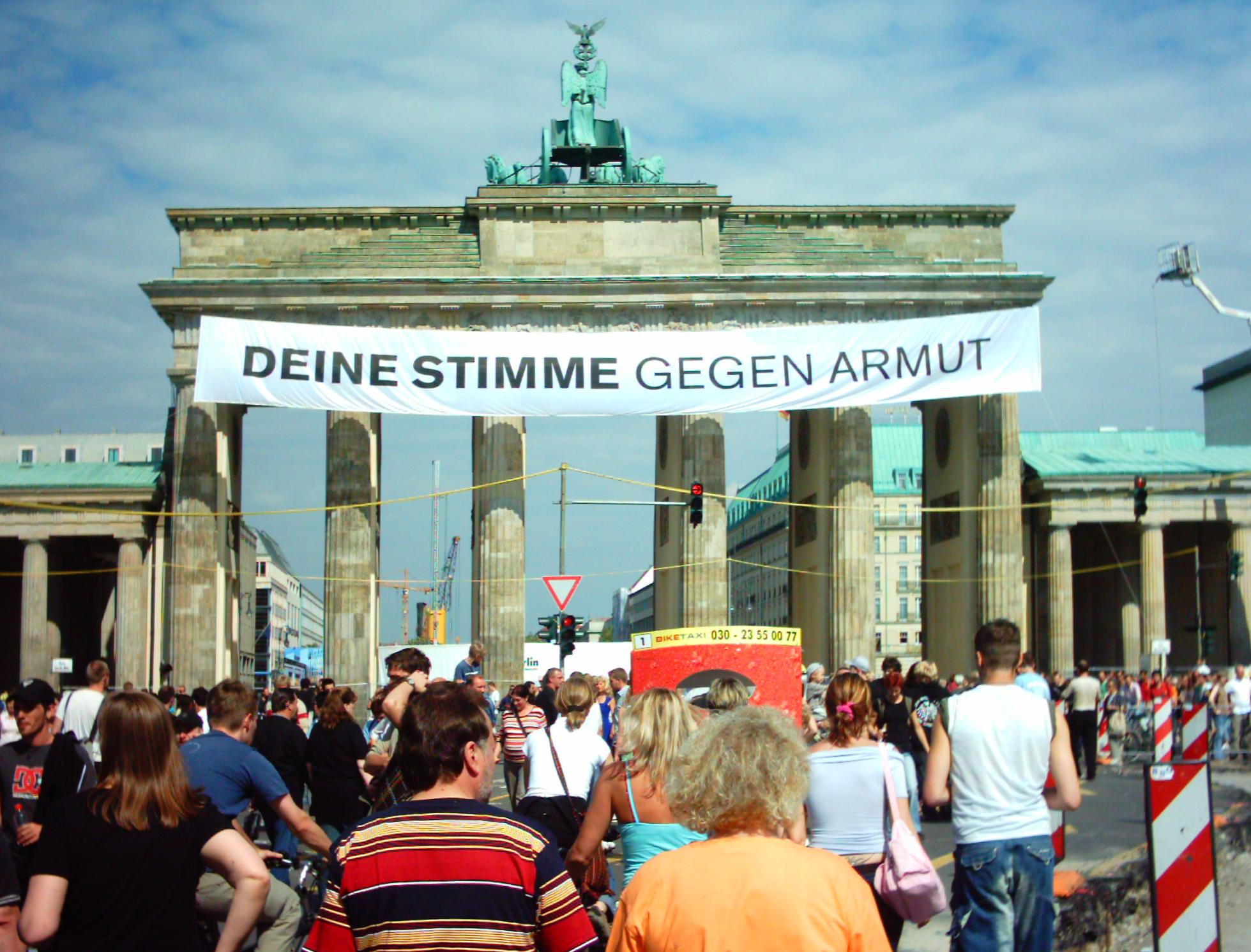
Brandenburger Tor während des Live-8-Festivals in Berlin, Deine Stimme gegen Armut

Für das Konzert in Berlin waren Auftritte der deutschen Künstler Peter Maffay, Nena, Marius Müller-Westernhagen und Die Fantastischen Vier sowie der US-Musiker Crosby, Stills and Nash, Tracy Chapman, Lauryn Hill und Anastacia angekündigt worden. Diese Ankündigungen erwiesen sich jedoch als falsch, genau wie Spekulationen über Auftritte der finnischen Rockbands HIM und The Rasmus.
Die Fantastischen Vier traten zwar nicht auf, finanzierten jedoch gemeinsam mit dem Regisseur Ralf Schmerberg Busse, die am 3. Juli 2005 rund 100 Demonstranten zum Demonstrationszug The Long Walk to Justice nach Edinburgh brachten, und trugen so einen Teil zum Erfolg der gesamten Aktion bei.

### Philadelphia
Die Künstler 50 Cent, Usher und Sean Combs wollten ursprünglich teilnehmen, sagten aber aufgrund von Terminproblemen ab. Auch ein im Vorfeld angekündigter Auftritt der multinationalen Sängergruppe Il Divo fand nicht statt. Ursprünglich angekündigt waren auch Auftritte von Ludacris, Prince, Diana Ross, Eminem und OutKast, sowie von Justin Timberlake, der gemeinsam mit den Black Eyed Peas das Lied Where Is the Love? singen sollte. Der Reggaemusiker Ziggy Marley sollte ebenfalls gemeinsam mit seiner Mutter Rita und seinem Bruder Stephen Marley auftreten, dazu kam es dann allerdings nicht. Auch über einen Auftritt von Michael Jackson wurde spekuliert, allerdings wurde er von den Veranstaltern nicht eingeladen. Vermutet wurde, dass eine neue Version des USA-for-Africa-Hits We Are the World gespielt werden sollte, der schon vor zwanzig Jahren in Philadelphia aufgeführt worden war.

### Barrie
Vor dem Konzert wurde vermutet, dass die Bands Rush und The Rolling Stones in Kanada auftreten könnten. Diese Gerüchte bestätigten sich aber nicht. The Rolling Stones waren laut Aussage von Bob Geldof die erste Band, von der man eine Zusage hatte, wegen Unstimmigkeiten innerhalb der Gruppe sagten sie dann allerdings doch ab.
Die kanadische Punkband Billy Talent sollte ursprünglich in Barrie auftreten, allerdings kam es nicht zu diesem Auftritt. Ein geplantes Duett des Rappers K’naan und der Sängerin Nelly Furtado kam ebenfalls nicht zustande, genau wie ein Auftritt der Sängerin Avril Lavigne. Auch Ex-Smashing-Pumpkins-Sänger Billy Corgan trat nicht auf, obwohl im Vorfeld sogar das Gerücht über eine Wiedervereinigung der Smashing Pumpkins kursierte.

### Chiba
Die finnische Rock-Band Hanoi Rocks wurde um einen Auftritt beim japanischen Live 8 gebeten, aufgrund von Terminproblemen konnten sie dann allerdings nicht daran teilnehmen.

### Cornwall (Eden Project)
Nachdem Peter Gabriel, ehemaliger Sänger der Band Genesis, zugesagt hatte, mit Africa Calling ein Parallelkonzert zu Live 8 zu organisieren, wurde intensiv über die Möglichkeit einer vermutlich einmaligen Genesis-Reunion spekuliert. Gabriel, der dies bislang immer verweigert hatte, schien diese Möglichkeit erstmals nicht mehr auszuschließen. Der ehemalige Genesis-Sänger und -Schlagzeuger Phil Collins, der bereits 1985 bei Live Aid sowohl in London, als auch in Philadelphia auftrat, dementierte dies jedoch, da er erstens aus terminlichen Gründen nicht auftreten könne und ohnehin nicht gefragt worden sei.

### Edinburgh
Die Sängerin Jamelia und die Band The Zutons waren als musikalische Teilnehmer, der Moderator Patrick Kielty als Redner angekündigt worden, allerdings kam es nicht zu diesen Auftritten.

### Australien
Der australische Musikproduzent Ian „Molly“ Meldrum, der bereits 1985 mit Bob Geldof bei Live Aid zusammengearbeitet und den damaligen australischen Beitrag Oz for Africa angeführt hatte, hatte geplant, auch ein Live-8-Konzert in Australien stattfinden zu lassen: „Ich hoffe, er [Geldof] wird es tun, wir haben auf jeden Fall die Musiker.“ Als Freund von Kylie Minogue erklärte er außerdem, dass sie auf jeden Fall in London mit dabei gewesen wäre, hätte sie sich nicht von einer Brustkrebsoperation erholen müssen.
Nachdem seine Bemühungen um eine australische Variante von Live 8 fruchtlos blieben, moderierte Ian Meldrum gemeinsam mit dem ehemaligen Savage-Garden-Frontmann Darren Hayes im australischen Fernsehen eine sogenannte Pre-Show zu Live 8.

## Musiker und Lieder bei Live Aid und Live 8

### Musiker

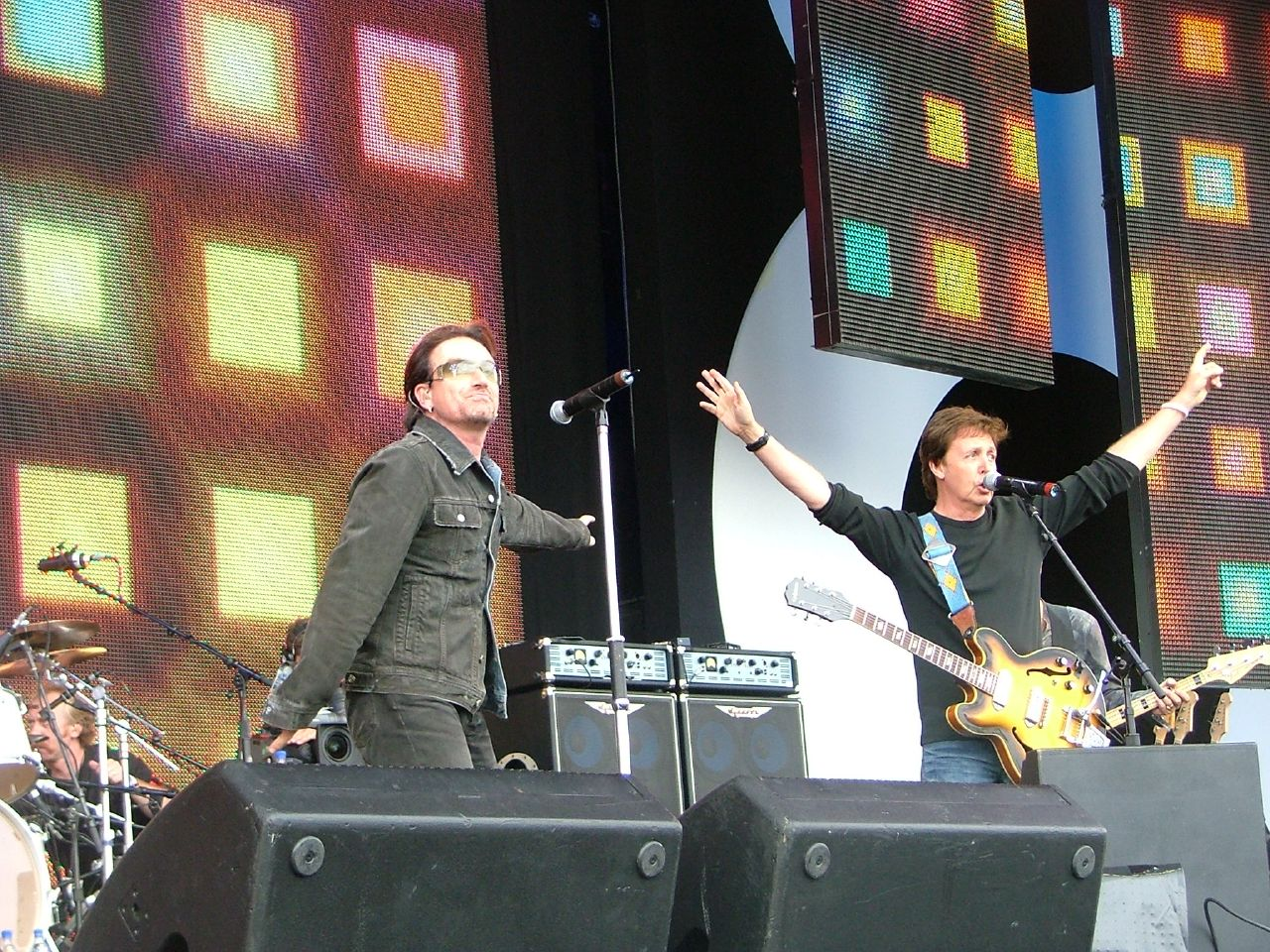
Live-8-Konzert mit Bono und Paul McCartney

Diese Künstler spielten bei beiden Konzerten (1985 und 2005):
- Sting
- Brian Wilson (bei Live Aid als Mitglied von The Beach Boys)
- Bob Geldof (bei Live Aid als Mitglied von The Boomtown Rats)
- Duran Duran
- Bryan Adams
- Bryan Ferry (bei Live 8 als Mitglied von Roxy Music)
- Midge Ure (bei Live Aid als Mitglied von Ultravox)
- The Who
- David Gilmour (bei Live Aid mit Bryan Ferry, bei Live 8 mit Pink Floyd)
- DMC (bei Live Aid als Mitglied von Run-D.M.C.)
- Elton John
- George Michael
- Madonna
- Neil Young
- Paul McCartney
- U2
- BAP und Herbert Grönemeyer (bei Live Aid als Mitglied der Band für Afrika, die im Zuge von Live Aid in Köln auftrat und per Videobotschaft in London und Philadelphia eingespielt wurde)
- Elliot Easton (bei Live Aid als Mitglied von The Cars, bei Live 8 mit DMC)
- Nile Rodgers (bei Live Aid mit den Thompson Twins und Madonna, bei Live 8 mit Cerrone)
- Jeffrey Foskett (bei Live Aid mit den Beach Boys, bei Live 8 mit Brian Wilson)

### Lieder
Folgende Stücke wurden sowohl bei Live Aid als auch Live 8 gespielt, manche allerdings von unterschiedlichen Interpreten. Die Auflistung erfolgt mit den Musikern, die sie bei Live Aid spielten. Sofern sie bei Live 8 von anderen Künstlern interpretiert wurden, werden diese in Klammern angegeben.
- All You Need Is Love – Elvis Costello (Natasha Bedingfield/Jamie Cullum)
- Amazing Grace – Joan Baez (Katherine Jenkins)
- California Girls – The Beach Boys (Brian Wilson)
- Driven to Tears – Sting
- Every Breath You Take – Sting und Phil Collins (Sting, mit speziellem Text)
- Good Vibrations – The Beach Boys (Brian Wilson)
- I Don’t Like Mondays – The Boomtown Rats (Bob Geldof)
- Jealous Guy – Bryan Ferry (Roxy Music)
- Message in a Bottle – Sting
- Rat Trap – The Boomtown Rats (Bob Geldof und Campino von Die Toten Hosen)
- Rockin’ All Over the World – Status Quo (Coldplay, kurzes Zitat während In My Place)
- Save a Prayer – Duran Duran
- Tears Are Not Enough – Bryan Adams
- Vienna – Ultravox (Midge Ure/Eddie Izzard)
- We Are the Champions – Queen (Green Day)
- We Will Rock You – Queen (Robbie Williams)
- Won’t Get Fooled Again – The Who

## Das Konzept
Idee, Konzept und ein Großteil der Organisation dieser Konzertveranstaltung stammen von Bob Geldof. Ähnliche Großkonzerte veranstaltet er bereits seit Jahrzehnten und wurde dafür von Königin Elisabeth II. als Knight Commander in den Order of the British Empire aufgenommen.
Zu seinem engsten Mitarbeiterkreis gehören unter anderem Bono, Richard Curtis und Russell Simmons.
Nach jahrelanger Vorbereitung gab Geldof am 31. Mai 2005 den Medien erste Details des geplanten Konzepts bekannt: Live 8 solle bewusst keine Neuauflage des Live Aid-Konzertes von 1985 sein. Dieses war eine vergleichbar riesige Benefizveranstaltung und verwendete die erhobenen Eintritts- und Spendengelder als direkte Soforthilfe in damaligen von einer Hungerkatastrophe betroffenen Gebieten (zum Beispiel Äthiopien). Diesmal sollte nicht die aktuelle Not einer bestimmten Region bekämpft, sondern die Politik für eine bessere Welt insgesamt mobilisiert und motiviert werden. Geldof betonte, dass dies die konsequente Fortsetzung früherer Ideen sei.
Bei Live 8 wurden daher im Gegensatz zum Vorläufer keine Geldspenden gesammelt, sondern Unterschriften: „We don’t want your money, we want your name!“ – „Wir wollen nicht Euer Geld, wir wollen Euren Namen!“ Dies und die durch Konferenzschaltungen erreichte weltweite Medien-Aufmerksamkeit sollten den Druck auf die führenden Politiker der reichen Staaten verstärken, einen Schuldenerlass für die Dritte-Welt-Länder zu beschließen. Damit machte sich Geldof Vorstöße und Initiativen zahlreicher Nichtregierungsorganisationen in derselben Richtung zu eigen. Die Staatsvertreter des G8-Gipfels hätten die Macht, den Lauf der Geschichte zu ändern. Doch hätten sie nur dann auch den Willen dazu, wenn Millionen von Menschen ihnen deutlich machten, dass dies gewünscht werde.
Nach Geldofs Wunsch sollten in allen G8-Staaten Konzerte stattfinden. Nachdem er zuletzt von der Stadt Moskau die Zusage für den Roten Platz erhalten hatte, hatte er das gesteckte Ziel erreicht.

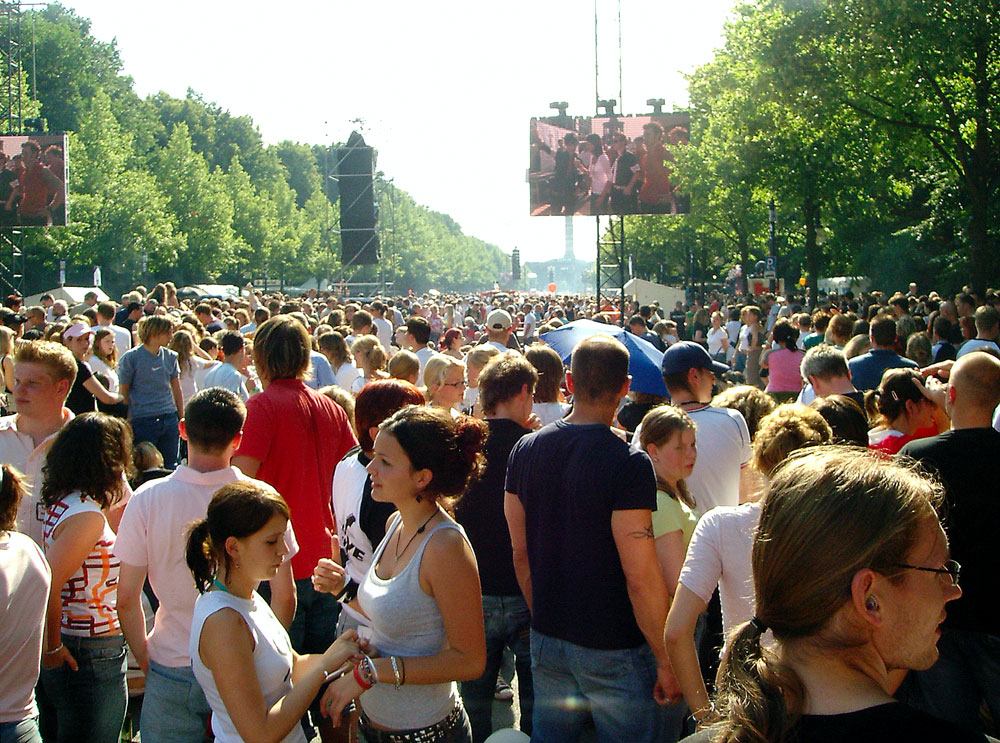
Blick über das Publikum

Obwohl der Eintritt zu allen Konzerten kostenlos war, wurden für einige Austragungsorte Eintrittskarten vergeben, um die erwarteten Besuchermengen zu koordinieren. Für das Konzert in London konnte man per SMS an einer Verlosung der Karten für den vorderen Bereich teilnehmen. Auch gab es abgeteilte Bereiche für VIPs. Wegen des enormen Interesses an diesen Plätzen tauchten wenige Stunden nach der Kartenvergabe die ersten Karten zur Versteigerung beim Online-Auktionator eBay auf. Auf den Protest von Bob Geldof reagierte eBay entgegen der sonstigen Praxis sofort und löschte umgehend alle entsprechenden Auktionen, darunter auch später angebotene Konzertmitschnitte auf CD oder DVD.
Als ergänzende Aktion hatte Geldof ursprünglich mit Sail 8 am 3. Juli 2005 einen Massentransport von Demonstranten mit privaten Booten von Frankreich nach Edinburgh geplant. An dieser Aktion nahmen jedoch nur vier Schiffe mit insgesamt weniger als 100 Passagieren teil. Daraufhin sagte Geldof den geplanten Empfang der Boote ab. Damit war ein Teil des Konzepts, nämlich direkten Druck auf die Meinungsbildung des G8-Gipfels auszuüben, nicht so wie erwünscht aufgegangen.

## Multimediale Verbreitung
Live 8 war auch hinsichtlich seiner medialen Verbreitung ein Superlativ:
- Zur Unterstützung der Kampagne Make Poverty History wurden während der Konzerte insgesamt über 26 Millionen SMS-Nachrichten mit dem Text UNITE verschickt.
- Über 160.000 Internet-Nutzer haben nach Angaben des Internet-Providers AOL gleichzeitig die Live-Übertragungen über das Internet verfolgt.
- Insgesamt sollen sich laut Angaben von AOL Programming Senior VP Bill Wilson insgesamt mehr als 5 Millionen Zuschauer während der Liveübertragungen eingeloggt haben. Außerdem bezeichnete er Live 8 als das „größte Online-Ereignis der Geschichte“.

Das Zusammenwirken von Livekonzerten in vier Kontinenten, weltweiter Fernseh- und Internetübertragung und politischem Lobbyismus stellt eine Neuheit in der Geschichte der Rockmusik dar.
Bei den deutschen Fernsehsendern gab es nur in den dritten Programmen einige Stunden Live-Übertragung und nach Ende der Veranstaltung in der Nacht Zusammenschnitte zu sehen. Einzig der Sender Phoenix übertrug das Ereignis in voller Länge. Allerdings konzentrierte man sich auf die Konzerte in London und Philadelphia, so dass besonders der zweite Teil des Berliner Konzerts kaum gezeigt wurde.

## Auswirkungen

### Auswirkungen für die Armutsbekämpfung
Bob Geldof hatte Finanzhilfe in Höhe von 25 Milliarden US-Dollar von den Regierungschefs der G8-Länder gefordert. Bewilligt wurde dann – trotz der tags zuvor verübten Terroranschläge am 7. Juli 2005 in London – die doppelte Summe an Entwicklungshilfe für ganz Afrika. Zudem wurde für 18 der am meisten verschuldeten Staaten Afrikas ein teilweiser Schuldenerlass bewilligt.
Dies hatte allerdings nur die Form einer unverbindlichen Zusage. Die Finanzierung blieb offen, eine Frist bis zur Erfüllung wurde nicht genannt. Auch wurde die Summe mit der schon eingeplanten Entwicklungshilfe für diese Staaten verrechnet, so dass die Haushaltsmittel der betroffenen Regierungen faktisch zunächst gekürzt werden. Es handelt sich nach Ansicht von Kritikern also nur um eine staatliche Schuldenübernahme für drei internationale Währungsinstitute, die zu den wichtigsten Gläubigern der Schuldnerstaaten gehören. Geldof nannte daraufhin als künftiges Ziel von Live 8 die Verdoppelung der Entwicklungshilfe für die ärmsten Länder der Welt.
Falls die jetzige Zusage der G8 eingehalten wird, kann diese verstärkte Unterstützung Afrikas aber bereits als großer Erfolg für die Live-8-Aktionen gelten. Dieser ist auch der Fürsprache des britischen Premierministers Tony Blair zu verdanken, der sich auf dem G8-Gipfel besonders vehement für den Schuldenerlass einsetzte und als starker Befürworter von Geldofs Plänen zur Armutsbekämpfung in Afrika gilt.
Dabei spielen jedoch – wie immer bei solchen von der Öffentlichkeit beobachteten Zusammenkünften – auch innenpolitische Motive eine Rolle: Blair hatte nach der Entscheidung zum Irakkrieg einen rapiden Popularitätsabfall hinnehmen müssen, den er nach seiner Wiederwahl nicht erneut erleben möchte. Als ehemaliger Ratsvorsitzender der EU versuchte Blair sich zudem als einigender Führer Europas gegenüber den USA zu profilieren, die als Bremser und Schlusslicht bei den Ausgaben für Entwicklungshilfe gelten.

### Auswirkungen für die Künstler
Der norwegische Abgeordnete Jan Simonsen wollte Bob Geldof 2006 aufgrund seines Engagements, mit Hilfe von Rockmusik auf die Armut in der Welt hinzuweisen, für den Friedensnobelpreis vorschlagen. Das englische Boulevardblatt The Sun griff die Idee auf und verglich Geldof bereits mit Mutter Teresa:

„Mit seiner Entschlossenheit, seiner Energie, seiner Weitsicht und seiner moralischen Courage hat er zwei Mal dauerhaft das Gewissen der Welt geweckt […] 1979 hat Mutter Teresa den Friedensnobelpreis für ihren Kampf gegen Armut und Elend in der Welt gewonnen. Welch besseren Preisträger könnte es bei der nächsten Verleihung des Preises geben?“

Viele der bei Live 8 aufgetretenen Künstler konnten wenige Tage nach dem Konzert einen erhöhten Absatz ihrer Alben beobachten. Wie die britische Zeitung Daily Mirror berichtet, lag der Absatz des Best-of-Albums Echoes von Pink Floyd am Montag nach Live 8 mehr als 1000 Prozent über den durchschnittlichen Verkaufszahlen der Vorwoche. Die Nachfrage nach dem Album Then and Now der Band The Who sei allein in Großbritannien um mehr als 800 Prozent gestiegen. Madonnas The Immaculate Collection verkaufte sich 200 Prozent häufiger. Auch auf nicht unmittelbar beteiligte Künstler hat sich dieses ausgewirkt: Die Nachfrage nach dem Greatest Hits-Album der Eurythmics stieg dank des Auftritts von Annie Lennox ebenfalls rund 500 Prozent. Vor diesem Hintergrund forderte der Pink-Floyd-Gitarrist David Gilmour seine Kollegen dazu auf, die unerwarteten Mehreinnahmen für Afrika zu spenden.

## Kritik

### Konzept und Durchführung von Live 8
Afrikanische Gruppen und Peter Gabriel kritisierten, dass bei den geplanten Konzerten nur ein geringer Anteil an afrikanischen und afroamerikanischen Künstlern auftreten sollte. Deshalb wurden die Veranstaltungsorte Johannesburg und Cornwall ergänzt. Gerade die Konzerte dort waren aber schwach besucht.
Moeletsi Mbeki, Leiter des Instituts für internationale Angelegenheiten von Südafrika und Bruder von dessen Staatspräsidenten Thabo Mbeki, kritisierte in der südafrikanischen Zeitung The Star am 6. Juli 2005 Bob Geldof und Live 8: Dieses Projekt helfe Afrika nicht, weil es nur Symptome bekämpfe. Für die Ursachen fehle Geldof trotz guter Absicht das Verständnis. Der geforderte Schuldenerlass würde lediglich korrupte Eliten in Afrika stützen und ihnen weiteren „systematischen Diebstahl des Reichtums eines ganzen Kontinents erlauben“. Kernproblem sei der „schockierende Mangel an Rechenschaft, den afrikanische Regenten gegenüber ihren Bürgern ablegen“. Jede Spende gegen den Hunger, die einen Teller fülle, erlaube ihnen nur, dafür „gierig einen anderen Teller zu leeren“. Bisherige westliche Entwicklungshilfe ermutige sie dazu.
Diese Kritik teilten auch andere afrikanische Journalisten und Wirtschaftsexperten, wie zum Beispiel James Shikwati. Auch der deutsche Journalist Stefan Kornelius warf dem Projekt in der Süddeutschen Zeitung am 3. Juli 2005 vor, dass es in erster Linie der „Entlastung des eigenen Gewissens“ diene, die Probleme Afrikas jedoch nicht lösen könne.
Ein Kommentar von Sebastian Handke im Berliner Tagesspiegel am 4. Juli 2005 nahm Geldof zwar gegen Vorwürfe der Naivität in Schutz. Er fand jedoch die Dramaturgie des Londoner Konzerts „seelenlos“: Beim Auftritt der Äthiopierin Birhan Woldu, der Live Aid vor 20 Jahren laut Geldof das Leben rettete, sei ein Moment echter Betroffenheit entstanden. Diesen habe aber Madonnas lauter Auftritt danach sofort wieder zerstört. „Bon Jovi waren laut und dumm, Destiny’s Child routiniert und desinteressiert.“ Nur Michael Stipe mit R.E.M. sei mit einem breiten blauen Balken quer durchs Gesicht aus dem üblichen Showrahmen gefallen.

### Politik, Wirtschaft und Medien
In Deutschland äußerte der für das Konzert in Berlin zuständige Konzertveranstalter Marek Lieberberg Kritik an der deutschen Regierung und dem Senat der Stadt Berlin. Er warf beiden mangelnde Unterstützung des Live-8-Projekts vor. So habe die Veranstaltung wegen der Rasensprengung nicht vor dem Reichstagsgebäude stattfinden dürfen. Dort wäre Platz genug vorhanden gewesen. „Wir hatten als Platz nur einen schmalen Schlauch zur Verfügung. Da konnte man nicht besser arbeiten, als wir es getan haben.“
Campino von der Gruppe Die Toten Hosen sagte dazu:

„Ein weltbewegendes Ereignis wie Live 8 auf einer 24 Meter engen Straße stattfinden zu lassen, und den großen Platz um die Siegessäule als Veranstaltungsort nicht zu erlauben, ist eine unglaubliche Blamage […] Jede Mehrzweckhalle auf unserer Tournee bot vor der Bühne mehr Platz für die Zuschauer.“

Außerdem beschimpfte er den regierenden Bürgermeister Klaus Wowereit als „Idioten“ und weigerte sich später, sich dafür zu entschuldigen. – Der Berliner Senat wies die Kritik jedoch als falsch zurück und betonte, die Veranstalter hätten sich den Ort selbst ausgesucht.
Weiterhin beklagte Lieberberg das geringe Interesse möglicher Sponsoren zur Finanzierung dieses Konzertes. 50 der größten deutschen Unternehmen hätten auf seine Bittbriefe nicht einmal reagiert. Zudem habe es – anders als in England – kaum Bereitschaft der Printmedien, Anzeigen zu finanzieren und zu veröffentlichen, gegeben. Es sei eine „Blamage, dass dieses Land die Veranstaltung geschenkt genommen hat“, erklärte er. Musiker, Musikindustrie und ARD hätten ein hervorragendes Engagement gezeigt; „Rest-Deutschland hat nur dabeigestanden und gestaunt“. Diese Umstände könnten dem Deutschlandbild in den übrigen Staaten der Live-8-Konzerte schaden. Diese Kritik hielt auch Bob Geldof für richtig.
Kritisiert wurde auch die spärliche Berichterstattung im Fernsehen und in den Printmedien (siehe dazu Weblinks).

## Konzert-DVDs
Am 4. November 2005 sind die offiziellen Konzert-DVDs der Live-8-Konzerte erschienen. Neben dem DVD-Set Live 8 – One Day One Concert One World, das auf vier DVDs einen Zusammenschnitt aller Konzerte beinhaltet, gibt es vier zusätzliche Einzel-DVDs mit den kompletten Programmen der Konzerte in Berlin, Toronto, Paris und Rom. Außerdem ist eine Doppel-DVD mit dem Titel Africa Calling: Live 8 at Eden erschienen.
Auszeichnungen für Musikverkäufe – Live 8
| Land/Region                  | Auszeichnungen für Musikverkäufe (Land/Region, Auszeichnung, Verkäufe) | Verkäufe  |
| ---------------------------- | ---------------------------------------------------------------------- | --------- |
| Australien (ARIA)            | Platin                                                                 | 15.000    |
| Dänemark (IFPI)              | Platin                                                                 | 40.000    |
| Deutschland (BVMI)           | Platin                                                                 | 50.000    |
| Frankreich (SNEP)            | Gold                                                                   | 10.000    |
| Italien (FIMI)               | —                                                                      | 60.000    |
| Kanada (MC)                  | 2× Diamant                                                             | 200.000   |
| Neuseeland (RMNZ)            | 2× Platin                                                              | 10.000    |
| Portugal (AFP)               | Platin                                                                 | 8.000     |
| Spanien (Promusicae)         | Gold                                                                   | 10.000    |
| Schweiz (IFPI)               | Platin                                                                 | 6.000     |
| Vereinigte Staaten (RIAA)    | 9× Platin                                                              | 900.000   |
| Vereinigtes Königreich (BPI) | 3× Platin                                                              | 150.000   |
| Insgesamt                    | 2× Gold · 19× Platin · 2× Diamant ·                                    | 1.459.000 |

Auszeichnungen für Musikverkäufe – Live 8 Paris
| Land/Region       | Auszeichnungen für Musikverkäufe (Land/Region, Auszeichnung, Verkäufe) | Verkäufe |
| ----------------- | ---------------------------------------------------------------------- | -------- |
| Frankreich (SNEP) | Platin                                                                 | 20.000   |
| Insgesamt         | 1× Platin ·                                                            | 20.000   |

Auszeichnungen für Musikverkäufe – Live 8 Roma
| Land/Region       | Auszeichnungen für Musikverkäufe (Land/Region, Auszeichnung, Verkäufe) | Verkäufe |
| ----------------- | ---------------------------------------------------------------------- | -------- |
| Australien (ARIA) | Gold                                                                   | 7.500    |
| Irland (IRMA)     | 2× Platin                                                              | 8.000    |
| Italien (FIMI)    | —                                                                      | 20.000   |
| Neuseeland (RMNZ) | Gold                                                                   | 2.500    |
| Insgesamt         | 2× Gold · 2× Platin ·                                                  | 38.000   |

Auszeichnungen für Musikverkäufe – Live 8 Toronto
| Land/Region | Auszeichnungen für Musikverkäufe (Land/Region, Auszeichnung, Verkäufe) | Verkäufe |
| ----------- | ---------------------------------------------------------------------- | -------- |
| Kanada (MC) | 5× Platin                                                              | 50.000   |
| Insgesamt   | 5× Platin ·                                                            | 50.000   |

### Aktionsbündnisse von Live8
- in den USA
- in Kanada
- in Spanien

### Kritische Medienberichte
- Tobias Rapp: Cui bono außer Bono? In: die tageszeitung, 2. Juli 2005
- Peter Nowak: Stimmen gegen die Armut. Telepolis, 3. Juli 2005